# Eptesicus bobrinskoi
Il serotino di Bobrinski (Eptesicus bobrinskoi  Kuzyakin, 1935) è un pipistrello della famiglia dei Vespertilionidi endemico del Kazakistan.

## Descrizione

### Dimensioni
Pipistrello di piccole dimensioni, con la lunghezza della testa e del corpo tra 46 e 61 mm, la lunghezza dell'avambraccio tra 32 e 37 mm, la lunghezza della coda tra 34 e 43 mm, la lunghezza delle orecchie tra 10 e 14 mm e un peso fino a 10 g.

### Aspetto
La pelliccia è lunga e setosa. Le parti dorsali sono giallo-olivastre con la base dei peli marrone scura, mentre le parti ventrali sono bianche. Il muso è nerastro e largo, dovuto alla presenza di due masse ghiandolari sui lati. Le orecchie sono nerastre. La punta della lunga coda si estende leggermente oltre l'ampio uropatagio.

## Biologia

### Comportamento
Si rifugia in gruppi tra i crepacci di falesie e nelle rovine, spesso presso fonti d'acqua. Colonie riproduttive sono state osservate talvolta all'interno di fabbricati.

### Alimentazione
Si nutre di insetti.

## Distribuzione e habitat
Questa specie è conosciuta in gran parte del Kazakistan nord-occidentale a nord del Mar Caspio e del Lago d'Aral.
Vive in ambienti aridi dalle steppe ai deserti.

## Conservazione
La IUCN Red List, sebbene sia poco conosciuta ma con un vasto areale e con la mancanza di minacce, classifica E.bobrinskoi come specie a rischio minimo (Least Concern)).